# Киреєнко Іван Андрійович
Іван Андрійович Киреєнко (нар. 5 (17) вересня 1879, Бахмач — 21 травня 1971, Київ) — український радянський вчений у галузі будівельних матеріалів і технології бетону, доктор технічних наук (з 1949), професор (з 1950), дійсний член Академії будівництва та архітектури УРСР (з 1958), заслужений діяч науки і техніки УРСР (з 1959 року).

## Біографія
Народився 5 (17 вересня) 1879 року в містечку Бахмачі (тепер місто Чернігівської області). Його батько був родом з обіднілої української старшини. Середню освіту здобув у Чернігівській гімназії. У 1909 році закінчив Київський політехнічний інститут. Навчання у професорів Є. О. Патона, К. Г. Дементьєва, С. П. Тимошенка. Став одним із перших у Російській імперії студентів-будівельників, що спеціалізувалися на вивченні нового будівельного матеріалу — залізобетону.
Після закінчення інституту працював на будівництві шляхів та інженерних споруд у Київському окрузі шляхів. В 1913–1971 роках викладав у вузах Києва. У 1930-х роках очолював Київський інженерно-будівельний інститут, потім був професором кафедри будівельних матеріалів цього ж інституту. Брав участь у спорудженні багатьох ГЕС Радянського Союзу.

Могила Івана Киреєнка

Помер в Києві 21 травня 1971 року. Похований на Байковому кладовищі (ділянка № 21).

## Наукова діяльність
Автор праць з питань технології бетонних, кам'яних і штукатурних робіт в зимових умовах, раціональних методів підбору складу бетону, теорії застосування дрібних пісків у бетонах. Видав понад 40 монографій. Підготував 10 кандидатів наук.